# Kamalpur Airport
Kamalpur Airport är en flygplats i Indien.   Den ligger i delstaten Tripura, i den östra delen av landet, 1 500 km öster om huvudstaden New Delhi. Kamalpur Airport ligger 47 meter över havet.
Terrängen runt Kamalpur Airport är platt norrut, men söderut är den kuperad. Runt Kamalpur Airport är det tätbefolkat, med 286 invånare per kvadratkilometer. Närmaste större samhälle är Kamalpur, 7,4 km norr om Kamalpur Airport. I omgivningarna runt Kamalpur Airport växer huvudsakligen savannskog.